# جان هنري سيمون
جان هنري سيمون (بالفرنسية: Jean Henri Simon) هو نقاش بلجيكي، ولد في 28 أكتوبر 1752 في بروكسل في بلجيكا، وتوفي بنفس المكان في 12 مارس 1834.